# Mamborê
Mamborê is een gemeente in de Braziliaanse deelstaat Paraná. De gemeente telt 14.332 inwoners (schatting 2009).